# Gyrinus zimmermanni
Gyrinus zimmermanni là một loài bọ cánh cứng trong họ van Gyrinidae. Loài này được Franck miêu tả khoa học năm 1932.